# София Ганноверская
София Ганноверская, урождённая София Пфальцская (нем. Sophie von der Pfalz; 14 октября 1630[…], Гаага — 8 июня 1714[…], Ганновер) —  пфальцская принцесса, в замужестве герцогиня Брауншвейг-Люнебурга, первая курфюрстина Брауншвейг-Люнебурга. Благодаря Акту о престолонаследии с 1701 года являлась наследницей британского престола. Прародительница Ганноверской династии на троне Великобритании.

## Семья
Принцесса София родилась в семье курфюрста Фридриха V Пфальцского, «зимнего короля» Богемии, и Елизаветы Стюарт, дочери короля Англии Якова I, во время их голландской ссылки. София была двенадцатым ребёнком в семье.
После неудачной попытки выйти замуж за своего кузена, ставшего впоследствии королём Англии Карлом, София в 1650 году удалилась в Гейдельберг в резиденцию своего брата Карла Людвига, курфюрста Пфальца, и прожила там вплоть до замужества. София заботилась о детях брата Елизавете Шарлотте и Карле. Дети, страдавшие от постоянных распрей родителей, нуждались в заботе тётки, в особенности девочка, ставшая любимицей Софии.

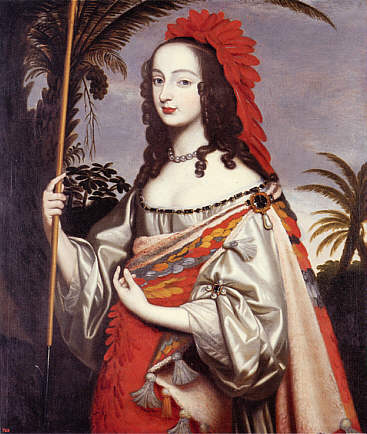
София Пфальцская в костюме индианки на портрете кисти её сестры Луизы Голландины. Около 1644

## Замужество с Вельфом
Герцог Георг Вильгельм Брауншвейг-Люнебургский из дома Вельфов решил выполнить свою обязанность — жениться и растить наследников, и подходящей невестой оказалась София Пфальцская. Несмотря на помолвку с Георгом Вильгельмом, 30 сентября 1658 года в Гейдельберге София вышла замуж за его младшего брата герцога Эрнста Августа Брауншвейг-Люнебургского. В 1662 году Эрнст Август стал князем-епископом в Оснабрюке, а в 1679 году, унаследовав княжество Каленберг, переехал в резиденцию в Ганновер. За свои заслуги перед императором Эрнст Август в 1692 году получил титул девятого курфюрста. Официальный титул гласил «курфюрст Брауншвейга-Люнебурга», но обычно его называли курфюрстом ганноверским.
София в новой для себя роли курфюрстины Брауншвейг-Люнебурга позаботилась о соответствующей перестройке ганноверской резиденции. Выросшая в Нидерландах, она особое внимание уделила саду, который по её указанию был оформлен в стиле нидерландского барокко.

### Британское наследство
В 1701 году в Англии был издан антикатолический Акт о престолонаследии, согласно которому протестантка София неожиданно оказалась второй в очереди на английский престол, поскольку на этот момент являлась следующим после Анны Стюарт потомком протестантских королей Англии и Шотландии. Актом о престолонаследии устанавливалось, что английский престол могут занимать только протестанты.

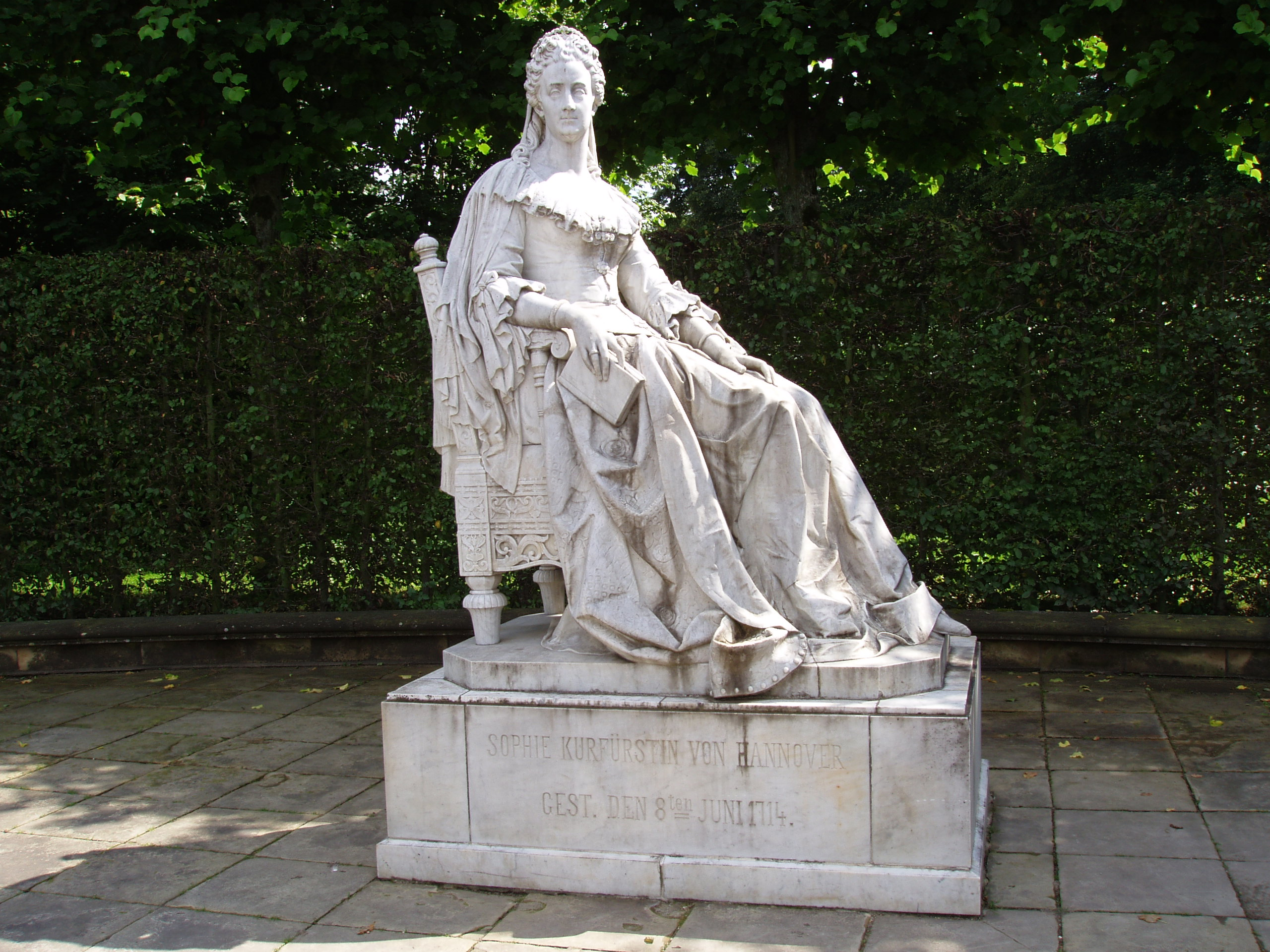
Памятник курфюрстине Софии в Ганновере

София, дочь протестантского короля Богемии, получила бы титул королевы Великобритании и Ирландии (и стала бы старейшим британским монархом в истории на момент вступления на престол), если бы не умерла за несколько недель до смерти королевы Анны Стюарт. Преемником Анны стал сын Софии, Георг Людвиг, курфюрст Брауншвейг-Люнебурга, который в 1714 году стал первым королём Великобритании из Ганноверского дома. Последовавшая за этим личная уния между Великобританией и Ганновером длилась 123 года, вплоть до восшествия на престол королевы Виктории в 1837 году.
Акт о престолонаследии действует и в настоящее время. Это означает, что британский престол и в будущем будут занимать потомки Софии Ганноверской исключительно протестантского вероисповедания. София Ганноверская — установленная законом родоначальница британского королевского дома.

## Дети в браке с Эрнстом Августом
- Георг Людвиг (1660—1727), с 1714 года король Великобритании
- Фридрих Август (1661—1690), погиб на войне с турками
- Максимилиан Вильгельм (1666—1726), фельдмаршал имперской армии
- София Шарлотта (1668—1705), с 1701 года королева Пруссии, в честь которой назван дворец Шарлоттенбург в Берлине
- Карл Филипп (1669—1690), погиб на войне с турками
- Кристиан Генрих (1671—1703), утонул в Дунае во время похода против французов
- Эрнст Август (1674—1728), герцог Йорка и Олбани, епископ Оснабрюка